# Aigulphe de Lérins
Pour les articles homonymes, voir Aigulphe et Saint Aigulphe.
Saint Aigulphe ou Aygulf ou Ayoul († vers 675) fut abbé de Lérins et martyr.
Il est célébré comme saint chrétien, et fêté le 3 septembre.

## Histoire et tradition
Saint Aigulphe était originaire de Blois où il serait né vers 630.
Il fut d'abord moine de l'abbaye de Fleury (ou de Saint-Benoît-sur-Loire) après sa fondation en 651. 
Il participa au transfert des reliques de saint Benoît du Mont-Cassin à Fleury. La date de cette translation n'est pas connue : 653 pour Mabillon, 655 pour dom François Chazal, 660 pour les bénédictins du XVIIe siècle.
Il fut appelé à réformer l'abbaye Saint-Honorat vers 661 envoyé par Clotaire III.
Nommé abbé de Lérins, il mourut en martyr, victime de son dévouement pour son monastère vers 675. Les moines Arcade et Colombe avec l’aide de l’évêque d’Uzès Mommole, se rebellèrent contre lui, le jetèrent en prison, lui coupèrent la langue et lui crevèrent les yeux. Enfin ils le livrèrent avec 33 autres moines à des pirates qui les tuèrent sur l'île de Capraia. Le corps a été ramené à l’abbaye de Lérins en 675 par Rigomir.